# 恋はgroovy×2
『恋はgroovy×2』（こいはグビグビ）は、伊藤由奈の12枚目のシングル。2008年11月26日発売。発売元はソニー・ミュージックレコーズ。

## 解説
- 前作「miss you」以来約3ヶ月振りにリリースされた。
- 初動は2912枚、順位とともに自己最低記録ではあるが、全国各地のラジオで話題になり、発売から約2ヶ月でZIP-FMの音楽チャート「Z-POP COUNT DOWN 30」で第1位を獲得している。

恋はgroovy×2
- 表題曲「恋はgroovy×2」は、これまでのバラード・イメージを一新する、ラテン・フレーバー漂うクラブ・パーティーチューン。[1]
- GAP「GAP 2008 Holiday Collection『Winter Neutrals』」とのコラボレーション楽曲に起用され、伊藤自身も同キャンペーンのモデルとして日本から唯一選出されている。[2]
- その後、MBS「ベリータ」12月度エンディングテーマ／赤坂サカス「Winter Sacas」テーマソングにも起用されトリプル・タイアップ楽曲となった。
- PVのコンセプトは「ファッションショー」[3]で、3つの舞台"ファッションショーのシーン" "舞台裏のシーン" "冬の街のシーン"で構成されている。尚、撮影はニューヨーク市で行った。[4]。
- 本人は「今回はプライベートで友達とパーティーを楽しんでる伊藤由奈が出ていると思います。」と語っている。[5]

真冬の星座
- 作詞/作曲/編曲は次回作「trust you」を手掛けることになるMARKIEが担当している。
- 自身初のウィンター・ソング。

## 伊東クリスティーン・活動開始
- 「恋はgroovy×2」発売から約2週間後、"伊藤由奈の妹"を名乗る伊東クリスティーンが活動を開始。それに伴いオフィシャルサイトとブログが開設された。現在クラブを中心に精力的に活動を行っている。

groovy×2
- 伊東クリスティーンのデビュー曲。配信限定でのリリースとなっていたが、後に伊藤由奈の3rdアルバム『DREAM』に収録された。
- 姉である伊藤由奈の楽曲「恋はgroovy×2」を勝手に英語で歌唱した楽曲。
- 全国各地のラジオで話題に、クラブではヘビーローテーションされ、配信1ヶ月後ZIP-FM 「DANCE HIT 20」でついに第1位を獲得。姉妹(?)でのラジオチャート2冠を達成した。

## 収録曲
1. 恋はgroovy×2
（作詞：Kenn Kato／作曲：南俊介／編曲：南俊介、DJ-PASSION、DJ KANE）
  - GAP×MTV CMソング
  - MBS「ベリータ」12月度エンディングテーマ
  - 赤坂サカス「Winter Sacas」テーマソング
2. 真冬の星座
（作詞・作曲・編曲：MARKIE）
3. miss you -Hawaiian Breeze Remix-
4. 恋はgroovy×2（Instrumental）